# 마르크비비앙 푀
마르크비비앙 푀(프랑스어: Marc-Vivien Foe, 1975년 5월 1일 ~ 2003년 6월 26일)는 카메룬의 전 축구 선수로 포지션은 미드필더였으며 국가대표팀 주전 미드필더로서 꾸준히 좋은 모습들을 보여주면서 전 세계에 자신의 이름을 널리 알렸다.

## 선수 경력

### 클럽
1991년 카메룬 엘리트 원 소속팀인 카농 야운데에 입단하며 프로에 입문한 후 비록 단 1경기도 출전하지 못했지만 1993년 팀의 카메룬컵 우승의 기쁨을 함께 했고 1994년 프랑스의 RC 랑스로 이적하여 1999년까지 86경기에 출전해 11골을 기록하며 1997-98 프랑스 1부 리그 우승을 이끌었다. 
그리고 1999년 잉글랜드 프리미어리그의 웨스트햄 유나이티드로 이적하여 2000년까지 38경기에 출전하여 팀의 1999년 UEFA 인터토토컵 우승에 일조했으며 2000년부터 2003년까지는 프랑스 리그앙 명문 구단인 올랭피크 리옹 소속으로 활동하며 43경기 3골을 기록하면서 프랑스 1부 리그 2001-02 시즌 우승, 2000-01 프랑스 리그컵 우승에 기여한 후 2002년부터 2003년까지 프리미어리그의 또 다른 명문 구단인 맨체스터 시티로 임대 이적하여 35경기에서 9골을 뽑아냈다.

### 국가대표팀
스웨덴과의 1994년 FIFA 월드컵 B조 조별리그 1차전에서 국제 A매치 데뷔전을 치렀고 1995년 12월 24일 라이베리아와의 친선 경기에서 A매치 데뷔골을 신고했다. 
이후 2003년까지 62경기에서 8골을 뽑아내면서 아프리카 네이션스컵 2회 연속 우승(2000년, 2002년)에 크게 기여했고 2001년 FIFA 컨페더레이션스컵과 2002년 FIFA 월드컵 본선에도 출전하는 등 카메룬의 주전 미드필더로서의 역할을 잘 수행했다. 
그러나 올랭피크 리옹 시절 홈 경기장이었던 스타드 드 제를랑에서 열린 콜롬비아와의 2003년 FIFA 컨페더레이션스컵 준결승 경기 도중 후반 27분경 센터 서클 부근에서 갑자기 심장마비로 쓰러져 리옹의 병원으로 이송되었으나 끝내 영원히 깨어나지 못했다.

## 사망 이후
푀가 사망한지 3일 후에 열린 개최국 프랑스와의 결승전에 나선 카메룬 선수들은 모두 그의 생전 등번호였던 17번을 달고 경기에 나섰으며 푀의 절친이자 상대팀 선수인 티에리 앙리 현 프랑스 U-21 대표팀 감독은 이날 경기에서 골든골로 팀의 우승을 이끈 후 그를 위한 추모 세레머니를 펼쳤고 푀는 이날 컨페드컵 브론즈볼을 수상했다. 
그리고 푀의 마지막 소속팀이었던 맨체스터 시티는 리그에서 그가 사용했던 등번호 23번을 영구 결번 처리하며 그의 안타까운 죽음을 애도했고 푀의 죽음을 계기로 FIFA는 컨페드컵 개최 주기를 월드컵 개최 전후 2년에서 월드컵 개최전 4년으로 조정했다.

## 사진

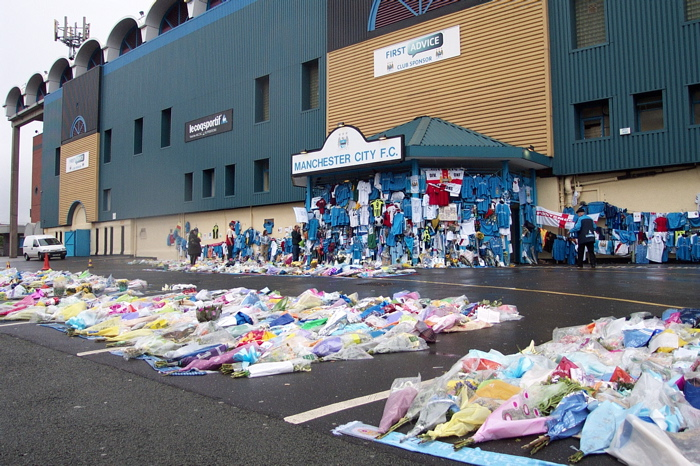
마르크비비앙 푀를 추모하기 위해 잉글랜드 맨체스터의 메인 로드 정문 앞에 놓여진 꽃들의 모습
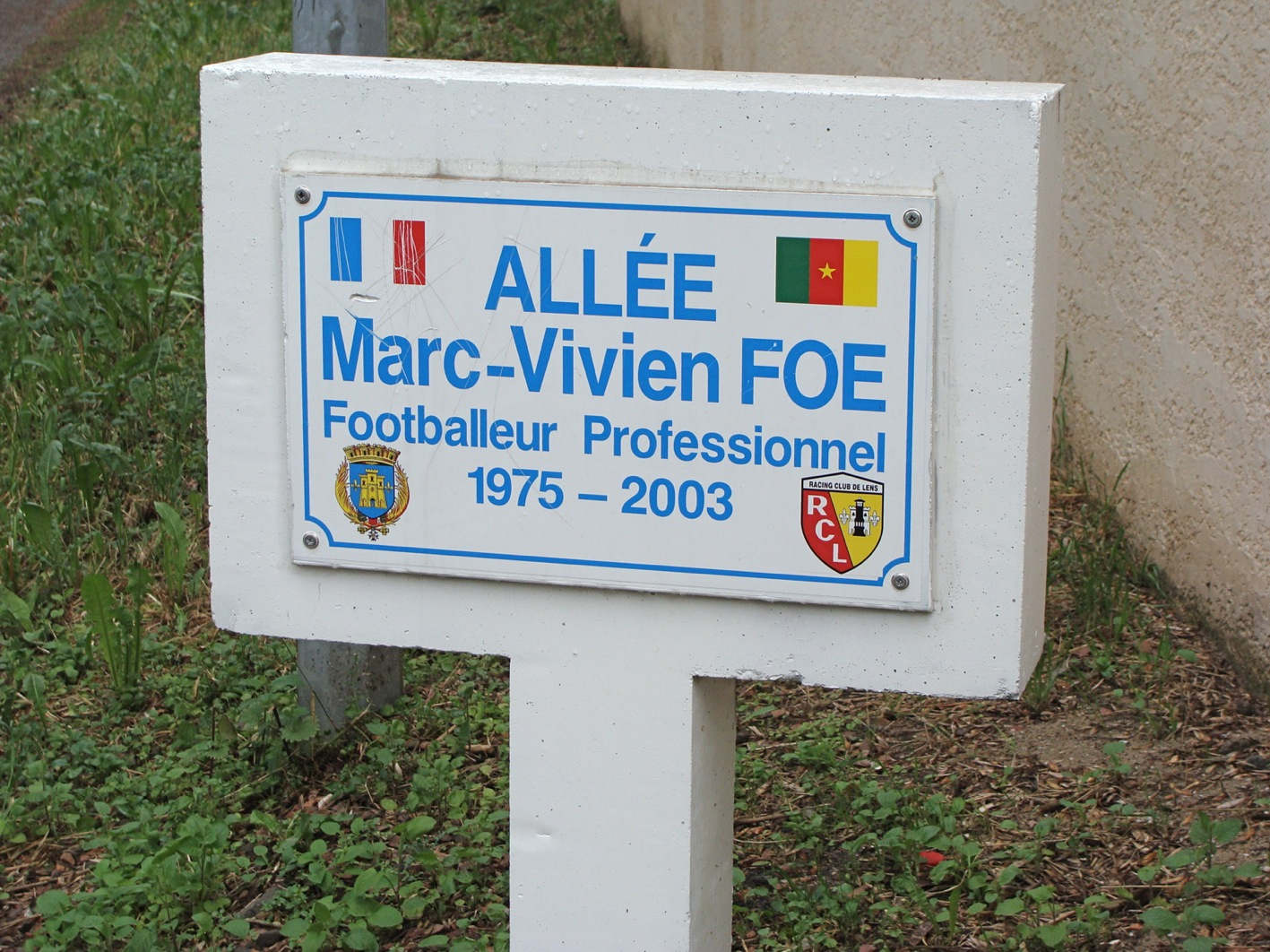
프랑스 랑스에 위치한 마르크비비앙 푀 도로 표지판
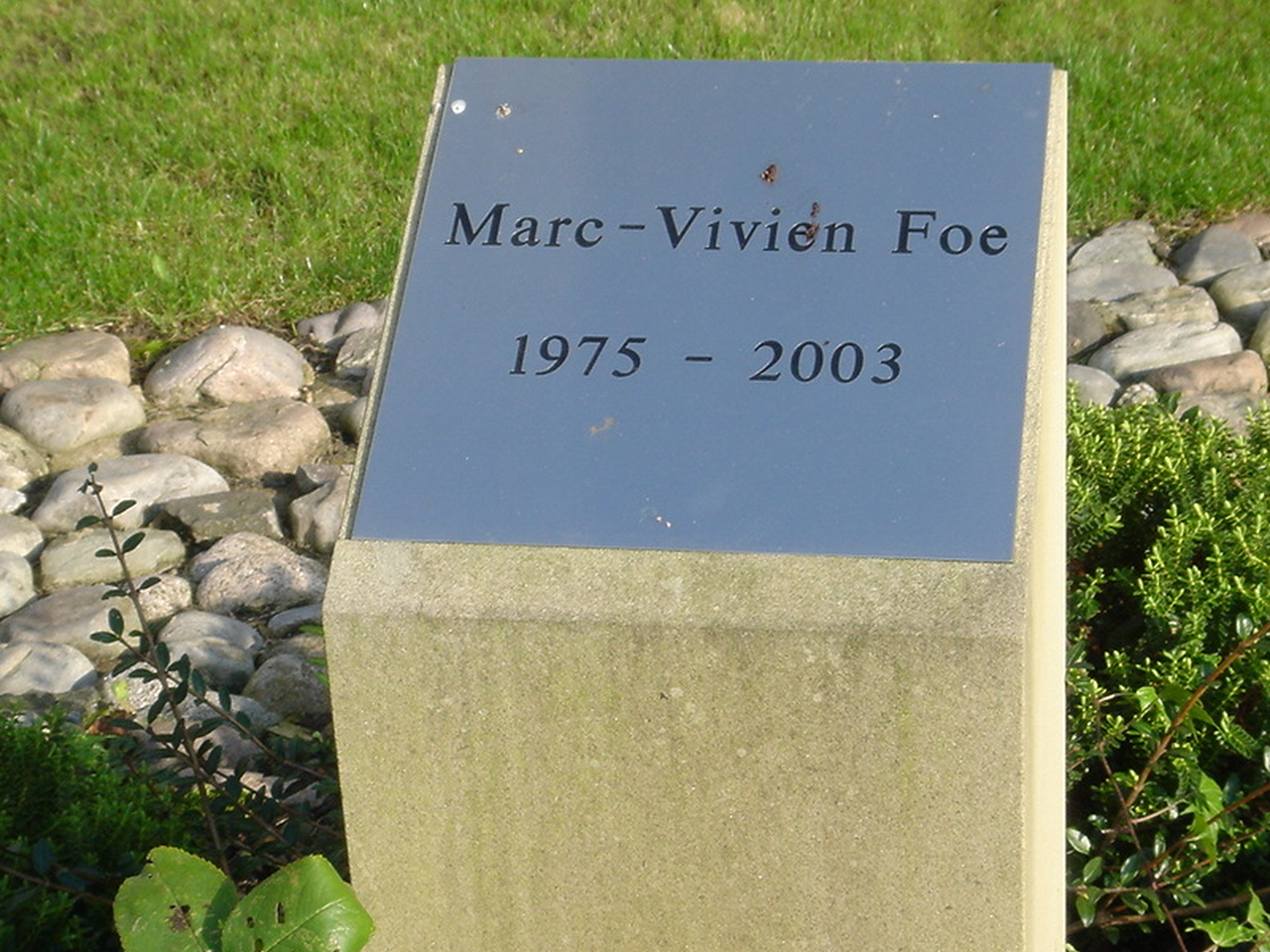
잉글랜드 맨체스터의 시티 오브 맨체스터 스타디움 앞에 설치된 마르크비비앙 푀 기념 명판